# Kirchspielslandgemeinde Eddelak (bis 1934)
Die Kirchspielslandgemeinde Eddelak war eine Gemeinde im Kreis Süderdithmarschen (vom 1. Oktober 1932 bis zum 30. September 1933 Kreis Dithmarschen) in der preußischen Provinz Schleswig-Holstein.

## Geographie

### Fläche und Einwohnerzahl
Die Kirchspielslandgemeinde hatte am 16. Juni 1925 insgesamt 3118 Einwohner an 26 Wohnplätzen. Am 1. Oktober 1930 betrug ihre Fläche 38,32 km2.

### Nachbargemeinden
Nachbargemeinden waren im Uhrzeigersinn im Norden beginnend die Kirchspielslandgemeinden Marne und Burg (beide im Kreis Süderdithmarschen), die Gemeinde Kudensee (im Kreis Steinburg) sowie die Kirchspielslandgemeinde Brunsbüttel (im Kreis Süderdithmarschen).

## Geschichte
Mit der Verordnung vom 22. September 1867 wurden in der preußischen Provinz Schleswig-Holstein die selbständigen Landgemeinden eingeführt. Anders als im übrigen Provinzgebiet gab es im Westen Schleswig-Holsteins, nämlich in Dithmarschen und im Kreis Husum, eine besondere Form der kommunalen Verwaltung. Diese wurde unangetastet übernommen. So wurden aus den Gebieten der Kirchspiele, in denen bereits weltliche Strukturen vorhanden waren, politische Gemeinden, die Kirchspielslandgemeinden.
Die in den Kirchspielslandgemeinden als „Untereinheit“ vorhandenen Dorfschaften und Dorfgemeinden wurden am 1. April 1934 zu selbständigen Gemeinden/Landgemeinden. An diesem Tag wurde ebenfalls die Kirchspielslandgemeinde Eddelak aufgelöst. Es wurden an ihrer Stelle die Gemeinden Averlak, Behmhusen, Blangenmoor-Lehe, Dingen, Warfen und Westerbüttel neu gebildet.
Am 1. Juni 1953 erhielt Gemeinde Warfen den neuen Namen Eddelak. Die Gemeinde Behmhusen gab am 1. Januar 1966 ihre gemeindliche Eigenständigkeit durch den Beitritt zur Gemeinde Eddelak auf.
Die Gemeinden Averlak und Dingen blieben selbständig. Die Gemeinde Westerbüttel schloss sich am 1. Januar 1970 der Stadt Brunsbüttel an. Die Gemeinde Blangenmoor-Lehe kam am 1. Januar 1972 hinzu.